# 1802

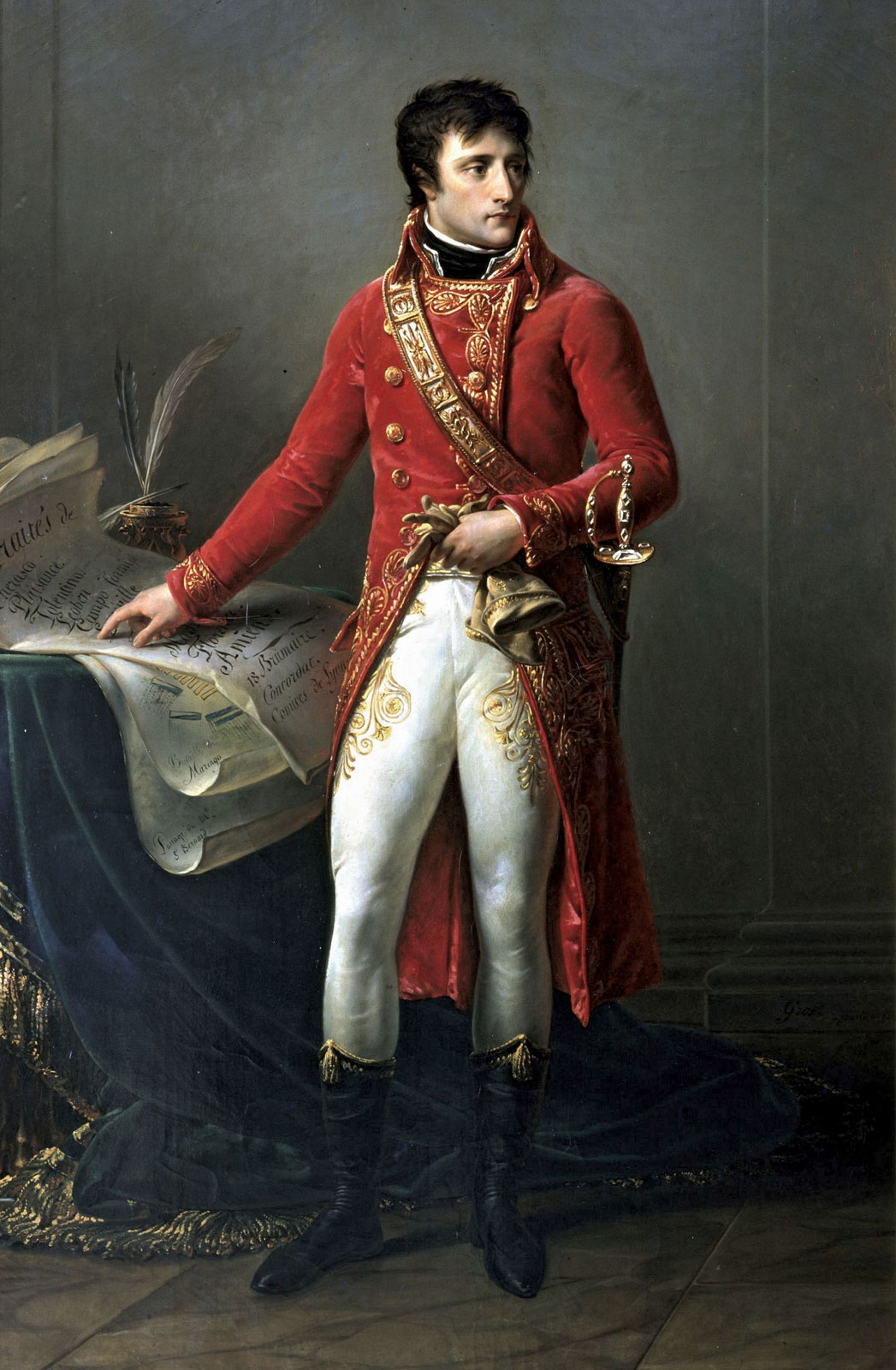
Napoleon wordt benoemd tot consul voor het leven.

Het jaar 1802 is het 2e jaar in de 19e eeuw volgens de christelijke jaartelling.

## Gebeurtenissen
januari
- 11 tot 26 - Consulta van Lyon: zo'n vierhonderd vooraanstaande Italianen zijn getuige van de creatie door Napoleon Bonaparte van de Italiaanse Republiek.

februari
- 28 - De eerste boreling van de nieuwe Groningse plaats Stadskanaal wordt gedoopt.

maart
- 26 - De Linnean Society of London krijgt een Royal charter.
- 27 - Vrede van Amiens, gesloten tussen Engeland enerzijds en Frankrijk, verbonden met Spanje en de Bataafse Republiek, anderzijds. Bepalingen: teruggave door Engeland van de veroverde koloniën (uitgezonderd Trinidad en Ceylon), ontruiming van Zuid-Italië door Frankrijk, schadeloosstelling van het huis van Oranje in Duitsland.
- 28 - De Duitse astronoom Heinrich Wilhelm Olbers ontdekt een der grote planetoïden: Pallas (diameter 450 kilometer).
- maart - De eerste praktische stoomboot ter wereld, de Charlotte Dundas, sleept twee 70 tons-bakken 30 kilometer over het Forth and Clyde Canal naar Glasgow.

april
- 8 - (18 germinal X) Napoleon Bonaparte kondigt ook voor België de geloofsvrijheid af. De protestanten kunnen nu hun eredienst houden.
- 8 - De Engelse marine-officier Matthew Flinders ontmoet de Franse ontdekkingsreiziger Nicolas Baudin in een baai die Flinders om die reden Encounter Bay (“Ontmoetingsbaai”) zal dopen. De twee ontdekkingsreizigers wisselen hierbij de details van hun Australische ontdekkingen uit. De ontmoeting bij Encounter Bay markeert tevens het punt waar de gehele kustlijn van Australië in kaart gebracht is.
- 18 - In de Parijse Notre Dame wonen de drie Consuls op Paaszondag de hoogmis bij. Plechtige afkondiging van het Concordaat.
- 26 - De regerende dynastie in het vorstendom Reuss-Gera sterft uit. Het vorstendom wordt hierna gemeenschappelijk geregeerd door de vorsten van Reuss-Schleiz, Reuss-Lobenstein en Reuss-Ebersdorf.

mei
- 13 - Het Osmaanse Rijk, bondgenoot van Engeland,  treedt toe tot de Vrede van Amiens.
- 19 - Eerste consul Napoleon Bonaparte geeft opdracht tot het graven van het Canal Saint-Denis in Parijs.
- 20 - Napoleon maakt de wet ongedaan waarbij de slavernij was afgeschaft.
- 24 - Geheim verdrag te Parijs tussen Frankrijk en koninkrijk Pruisen, waarin de compensatie in gebied voor Pruisen wordt geregeld.
- 24 - Verdrag te Parijs tussen Frankrijk en Pruisen. De prins van Oranje zal als schadeloosstelling krijgen voor zijn verliezen in de Nederlanden: het prinsbisdom Fulda, het prinsbisdom Abdij van Corvey, de Abdij Weingarten, de rijksstad Dortmund, de rijksstad Isny en de rijksstad Buchhorn. Na het uitsterven van het huis Oranje-Nassau in mannelijke en vrouwelijke linie vallen bovengenoemde gebieden aan Pruisen.
- 24 - Verdrag te Parijs tussen Frankrijk en het keurvorstendom Beieren over de compensatie voor Beieren.
- 30 - Prins Nguyen Anh kroont zichzelf in Hué tot keizer van Vietnam en neemt de regeertitel Gia Long aan. Hij is met hulp van Franse zakenlieden aan de macht gekomen en wordt de eerste keizer van de Nguyen-dynastie.

juni
- 4 - Verdrag te Parijs tussen Frankrijk en keizerrijk Rusland. Frankrijk en Rusland zullen bemiddelen in de territoriale problemen in het Heilige Roomse Rijk en een plan aanbieden aan de Rijksdag.
- 6 - Op deze Pinksterzondag mogen de rooms-katholieken in Frankrijk en de bezette Nederlanden weer vrij de H. Mis vieren. Dit is het resultaat van het Concordaat van 15 juli 1801. Ook de protestanten mogen kerkdiensten houden.
- 6 - In Purmerend wordt de vrijheidsboom omgehakt en afgevoerd.
- 9 - Alle geestelijke samenwerkingsverbanden in Keulen worden per decreet verboden.
- 20 - Verdrag te Parijs tussen Frankrijk en het hertogdom Württemberg over de compensatie voor Württemberg.

juli
- 16 - Het keurvorstendom Beieren gaat over tot bezetting van de beoogde compensatiegebieden op de linker oever van de Lech.

augustus
- 2 - Napoleon laat zich bij referendum voor het leven tot consul benoemen, met erfopvolging.
- 3 - Pruisen gaat over tot bezetting van een deel van de beoogde compensatiegebieden.
- 4 - Nieuwe Franse grondwet geeft Napoleon meer macht.
- augustus - De term biologie wordt voor het eerst gebruikt voor de aanduiding van de wetenschap van het leven.
- augustus - Het keurvorstendom Beieren bezet een deel van het prinsbisdom Passau, Oostenrijk bezet de stad Passau en het prinsaartsbisdom Salzburg.
- augustus - Het landgraafschap Hessen-Darmstadt bezet het hertogdom Westfalen.
- 18- Op de Rijksdag te Regensburg leggen Frankrijk en Rusland een verklaring af en overhandigen het plan ter schadeloosstelling van de Duitse vorsten.
- 24 - Start van de onderhandelingen van de buitengewone Rijksdeputatie te Regensburg inzake de schadeloosstellingen. De onderhandelingen zouden tot 25 februari 1803 duren. De deputatie bestond uit de afgevaardigden van  Keur-Mainz, Saksen, Bohemen, Brandenburg, Beieren, Württemberg, de Duitse Orde en Hessen-Kassel.

september
- 5 - Verdrag tussen Frankrijk, Pruisen en Beieren om druk uit te oefenen op de keizer en het Rijk om de compensatievoorstellen aan te nemen. Zo nodig wordt Beieren gewapenderhand in het bezit gesteld van zijn geplande compensatie.
- 21 - Frankrijk annexeert het Italiaanse Piëmont.

oktober
- 2 - (Her)oprichting van de herensociëteit De Witte aan het Plein in Den Haag.
- 10 - Eerste editie van The Edinburgh Review, dat meer dan een eeuw een toonaangevend liberaal blad in Groot-Brittannië zal zijn.
- 23 - Frankrijk annexeert de Italiaanse hertogdommen Parma en Piacenza.

november
- 9 - Het prinsbisdom Osnabrück wordt ingelijfd door het keurvorstendom Hannover.
- 14 - Verdrag te Berlijn tussen Pruisen en de Bataafse Republiek. Pruisen staat Zevenaar, Malburgen en Huissen af.
- 23 - Groot-Brittannië geeft de kolonie Suriname terug aan de Bataafse Republiek ingevolge het Verdrag van Amiëns.
- 29 - Het keurvorstendom Beieren, verbonden met Napoleon-Frankrijk, vestigt zijn bestuur in het Prinsbisdom Würzburg.

december
- 26 - Verdrag tussen Oostenrijk en Frankrijk. Oostenrijk staat de rijkslandvoogdij Ortenau af aan de voormalige hertog van Modena, Oostenrijk verwerft de prinsbisdommen Brixen en Trente. De voormalige groothertog van Toscane krijgt een deel van het prinsbisdom Eichstätt.
- 31 - De pesjwa van Poona geeft zijn land over aan de Britse Oost-India Compagnie.

## Muziek
- Carl Maria von Weber componeert de Grosse Jugendmesse
- Johann Baptist Vanhal componeert de Missa brevis in D

## Beeldende kunst

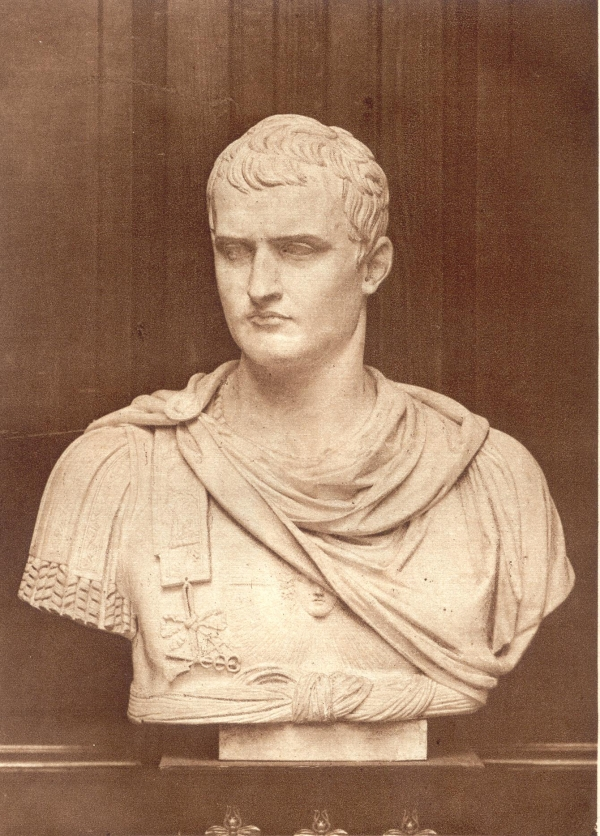
Napoleon (1802), Antonio Canova

## Bouwkunst

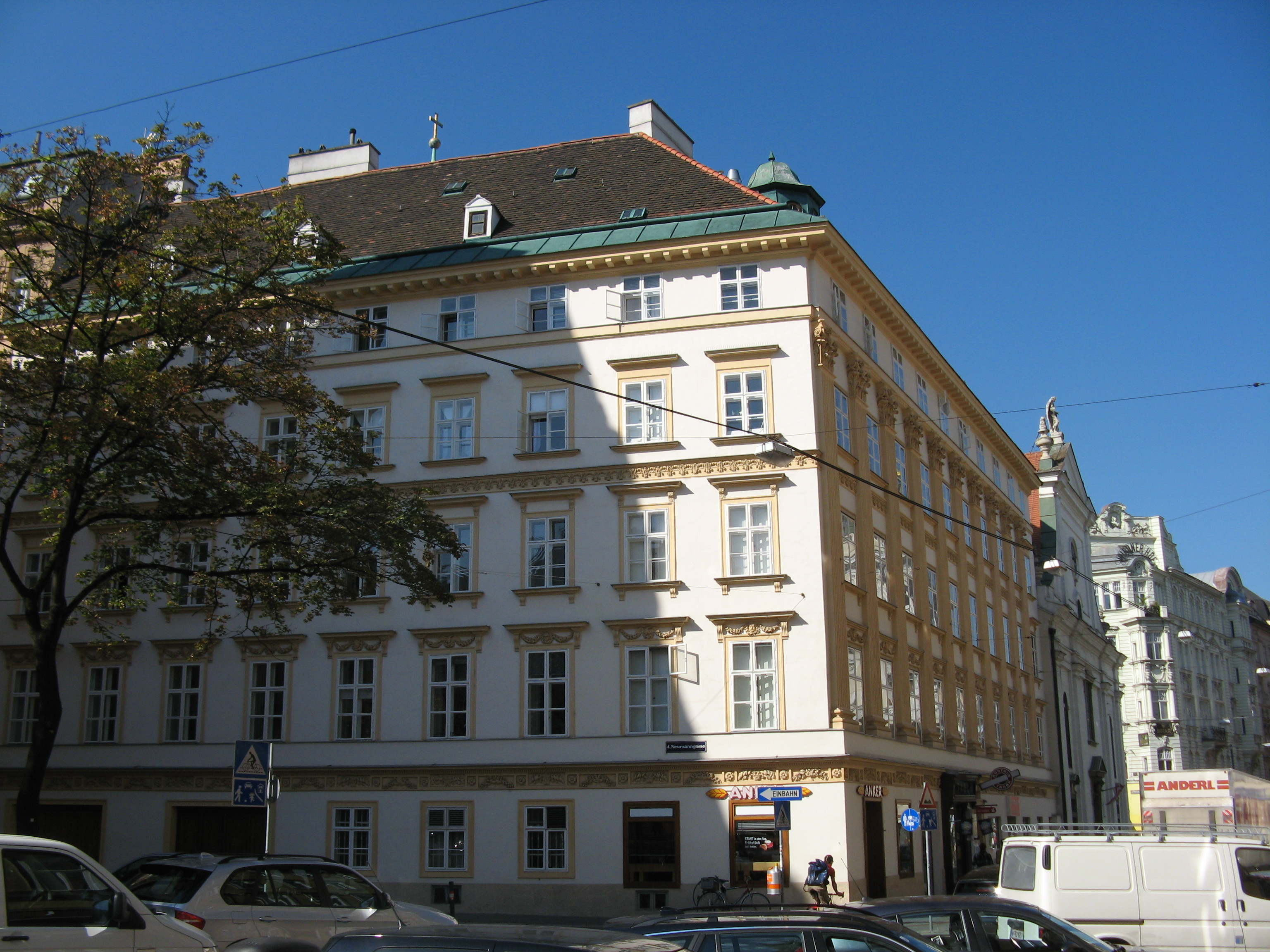
Franz Wipplinger, Wenen

## Geboren
januari
- 31 - Jan van Speijk, Nederlands kanonneerbootcommandant (overleden 1831)

februari
- 6 - Charles Wheatstone, Brits wetenschapper en uitvinder (overleden 1875)
- 26 - Victor Hugo, Frans schrijver (overleden 1885)

maart
- 7 - Edwin Landseer, Engels kunstschilder (overleden 1873)
- 24 - Jacob van Lennep, Nederlands schrijver (overleden 1868)

april
- 25- Victor Scheppers, Vlaams priester (overleden 1877)

juli
- 9 - Thomas Davenport, Amerikaans uitvinder (overleden 1851)
- 24 - Alexandre Dumas père, Frans schrijver (overleden 1870)

augustus
- 2 - Nicholas Wiseman, Brits kardinaal (overleden 1865)
- 25 - Niels Henrik Abel, Noors wiskundige (overleden 1829)

oktober
- 8 - Petrus Hofstede de Groot, Nederlands theoloog en hoogleraar (overleden 1886)
- 10 - Napoleon Karel Bonaparte (overleden 1807)
- 28 - Richard Parkes Bonington, Engels kunstschilder (overleden 1828)

## Overleden
april
- 18 - Erasmus Darwin (70), Engels natuurkundige

mei
- 22 - Martha Washington (70), first lady (vrouw van George Washington)

augustus
- 10 - Franz Aepinus (77), Duits astronoom, wis- en natuurkundige

oktober
- 9 - Ferdinand van Parma (51), hertog van Parma
- 22 - Samuel Arnold (61), Engels componist, organist en koorzanger van het Chapel Royal